# Војска Југославије
Војска Југославије (скраћено ВЈ) је била оружана сила Савезне Републике Југославије. Постојала је од 20. маја 1992. до 4. фебруара 2003. године. Настала је од оних делова Југословенске народне армије који су се након распада СФРЈ (и завршетка војних повлачења из бивших југословенских република) затекли на територији Савезне Републике Југославије. Војска Југославије је, непосредно после званичног проглашења Државне Заједнице Србија и Црна Гора, преименована у Војску Србије и Црне Горе. Војска Југославије је учествовала у борбама са албанским терористима на Косову и Метохији, а потом и на југу Србије. Током НАТО агресије на СРЈ, ВЈ се сукобила са јединицама Северноатланстког пакта на простору СРЈ.

## Организација
Војска Југославије била је подељена на видове, видови на родове и службе, а родови и службе на врсте и специјалности.
Видови ВЈ су били:
- Копнена војска (КоВ),
- Ратно ваздухопловство и противваздушна одбрана (РВиПВО),
- Ратна морнарица (РМ)

## Формације
Војска Југославије је организована у армијском систему где је свака армија држала своју армијску област. Армије су наставком велике реорганизације ЈНА подељене на корпусе, а они на бригаде. Осим армија у ВЈ су постојали и центри за обуку пешадије, возача, оклопних и механизованих јединица и артиљераца, Гардијска бригада и 46. заштитна моторизована бригада, као засебне јединице и установе.

### Копнена војска
Копнена војска (скраћено КоВ) је била најбројнији вид Војске Југославије. Укупно је у активном саставу имала 3 армије, 7 корпуса, 34 бригаде. У резервном саставу било је 27 моторизованих, 42 пешадијске и 6 артиљеријских бригада. Од наоружања и опреме располагала је са око 1300 тенкова, 568 борбених возила пешадије и оклопних транспортера, 1200 топова, 200 вишецевних бацача ракета, 1665 минобацача, 135 ПО лансирних система, 2000 противавионских топова и 60 ракетних противавионских система. Бројност копнене војске је била око 85.000 активних припадника.

#### Прва армија
Прва армија је држала северни део Савезне Републике Југославије. Команда Прве армије је била у Београду а касарне у Београду, Панчеву, Новом Саду, Сомбору, Крагујевцу, Сремској Митровици, Шапцу и Ваљеву.

#### Друга армија
Друга армије је држала југозападни део СРЈ са командом у Подгорици. Базе и касарне су биле у Подгорици, Даниловграду, Никшићу, Ужицу, Чачку, Новом Пазару, Рашкој и Кремни.

#### Трећа армија
Трећа армија је држала источни, централни и јужни део СРЈ са командом у Нишу. Базе и касарне су биле у Нишу, Приштини, Крушевцу, Лесковцу, Врању, Пироту, Прокупљу и Куршумлији.

### Ратно ваздухопловство и противваздушна одбрана
Ратно ваздухопловство и противваздушна одбрана (скраћено РВиПВО) је у свом саставу имало око 16700 активних припадника. Људство је подељено у 4 ловачке, бомбардерске и извиђачке и 3 хеликоптерске ексадриле, као и 8 противавионских ракетних пукова. Укупно се располагало са око 200 ваздухоплова и око 50 хеликоптера.

## Чинови
Као настављач војске СФРЈ (ЈНА) чинови у Војсци Југославије су се рангирали као у ЈНА после 1980.
Војску је сачињавао стални и резервни састав. Стални састав сачињавао се од професионалних војника (професионалних подофицира и официра, подофицира и војника по уговору) и војника на одслужењу војног рока. Резервни састав чинили су официри, подофицири и војници у резерви и жене војни обвезници.

### Грб и ознаке припадности
Аутор грба и других ознака припадности Војске Југославије је уметник Владимир Лабат Ровњев, данас се користи као део симбола Фрушкогорског печата Епархије сремске.

## Значајни датуми (празници) Војске Југославије
- 16. јун – Дан Војске Југославије[5]

### Дани видова Војске Југославије
- 16. јун – Дан Копнене војске
- 24. децембар – Дан РВиПВО
- 9. јун – Дан Ратне морнарице

### Дани родова Војске Југославије
- 6. новембар – Дан рода инжињерије
- 2. август – Дан рода авијације
- 16. новембар – Дан рода пешадије
- 18. јун – Дан рода ваздушног осматрања и јављања
- 30. септембар – Дан рода Артиљеријско-ракетних јединица ПВО
- 20. септембар – Дан рода везе
- 14. септембар – Дан рода артиљерије
- 28. септембар – Дан рода АБХО
- 31. октобар – Дан рода оклопно-механизованих јединица
- 11. новембар – Дан рода електронског извиђања и противелектронских дејства
- 9. јун – Дан рода поморства